# 찐리에우
찐리에우(베트남어: Trịnh Liễu / 鄭柳 정류, ? ~ ?)는 대월 후 레 왕조의 정치인 찐끼엠의 증조부이다. 사망 시기는 명확하지 않으나 기일은 농력(農曆) 정월 15일이고, 청화처(淸華處) 소천부(紹天府) 영복현(永福縣) 삭산향(槊山鄕, 현재 타인호아성 빈록현 永雄社 槊山村에 속함)에 안장하였다.
찐 주에서 찐리에우를 상재상(上宰相), 복국공(福國公)으로 추봉하였고, 이후 복음공(福蔭公)을 가봉하였으며 시호를 원숭(圓崇)이라고 하였다. 까인흥 43년(1782년), 찐섬이 찐리에우의 묘호를 목조(穆祖)로 하였고, 봉호를 복음왕(福蔭王)으로 하였다.